# Franz Aepinus
Franz Ulrich Theodor Aepinus (13. prosince 1724 – 10. srpna 1802) byl německo-ruský matematik, fyzik, vědec a přírodovědec působící v Ruském impérium. Proslavil se především svými teoretickými a experimentálními výzkumy v oblasti elektřiny a magnetismu.

## Životopis
Narodil se 13. prosince 1724 v Rostocku v Meklenbursko-Zvěřínsku. Pocházel z rodu Johannese Aepinuse, který jako první přijal řeckou formu rodového jména Hugk nebo Huck a byl předním teologem a kontroverzním spisovatelem v době protestantské reformace.
Po studiu medicíny se věnoval fyzikálním a matematickým vědám. Již brzy dosáhl velkého uznání, a proto byl přijat za člena Pruské akademie věd. V roce 1755 byl krátce ředitelem Astronomisches Rechen-Institut. O dva roky později se usadil v Petrohradě, kde zůstal až do svého odchodu do důchodu v roce 1798.
Zbytek života strávil v estonském Tartu. Těšil se přízni ruské carevny Kateřiny II. Veliké, která ho jmenovala vychovatelem svého syna Pavla I. Ruského. Neúspěšně usilovala o zřízení škol po celé říši pod vedením matematika Aepinuse.
V roce 1760 byl zvolen zahraničním členem Švédské královské akademie věd. 
Zemřel 10. srpna 1802 v Tartu ve věku 77 let.